# Séisme de 2022 à Java occidental
Le séisme de 2022 à Java occidental est survenu le 21 novembre 2022 lorsqu'un séisme de magnitude 5,6 a eu lieu près de Cianjur, à Java occidental, en Indonésie. Au moins 321 personnes sont mortes et d'importants dégâts sont signalés.

## Secousse principale
Selon l'Agence de météorologie, de climatologie et de géophysique (BMKG), l'hypocentre se trouve à 11 kilomètres de profondeur, le classant comme un événement peu profond. Il résulte d'un mécanisme focal de décrochement et est associé à une activité sismique sur la faille de Cimandiri. L'intensité modifiée de Mercalli V – VI a été ressentie à Cianjur tandis qu'elle était de IV – V à Garut et Sukabumi. À Cimahi, Lembang, Bandung, Cikalong Wetan, Rangkasbitung, Bogor et Bayah, le séisme est ressenti III. Le 21 novembre à 14 h 0, 15 répliques sont enregistrées, la plus grande magnitude mesurée étant de 4,0.

## Conséquences

### Bilan humain
Au moins 602 personnes sont mortes selon le dernier bilan publié par le gouvernement indonésien. De plus le séisme a fait également plus de 7 729 blessés et 7 disparus. La plupart des décès sont causés par l'effondrement de bâtiments. 2 043 autres personnes sont blessées[réf. nécessaire] dont des dizaines d'élèves par la chute de débris dans leurs écoles.

### Bilan matériel

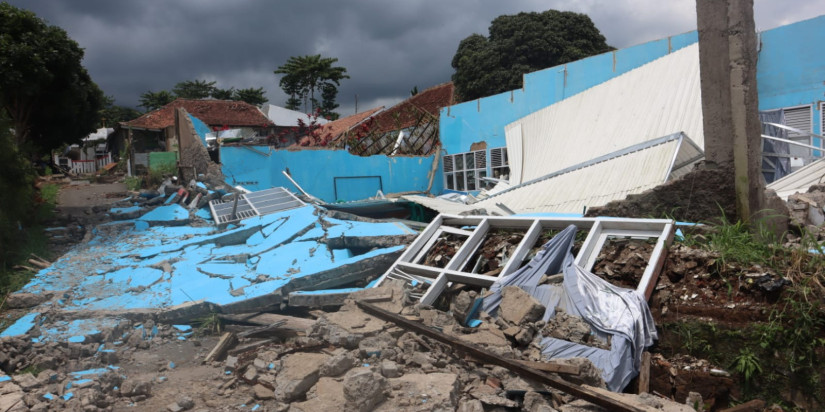
Dégâts à Cianjur.

Le BNPB a déclaré que l'étendue des dommages aux maisons et aux bâtiments est toujours en cours d'évaluation. Au moins sept maisons sont fortement endommagées et un centre commercial s'est effondré. Deux immeubles de bureaux gouvernementaux, trois écoles, un hôpital et un établissement religieux sont également endommagés. Des glissements de terrain coupent les routes.

## Réactions
Le tremblement de terre est fortement ressenti à Jakarta, la capitale indonésienne, poussant les habitants à affluer dans les rues ; les immeubles de grande hauteur sont évacués.
L'électricité est coupée dans le kabupaten de Cianjur. Les blessés sont emmenés dans les quatre hôpitaux autour de Cianjur. En raison du grand nombre de blessés arrivant à l'hôpital de Cianjur, un hôpital de campagne est construit dans le parking.